# Mount Exley
Mount Exley är ett berg i Antarktis. Det ligger i Östantarktis. Australien gör anspråk på området. Toppen på Mount Exley är 1 980 meter över havet, eller 543 meter över den omgivande terrängen. Bredden vid basen är 6,0 km.
Terrängen runt Mount Exley är huvudsakligen kuperad. Trakten är obefolkad. Det finns inga samhällen i närheten.